# الصومام

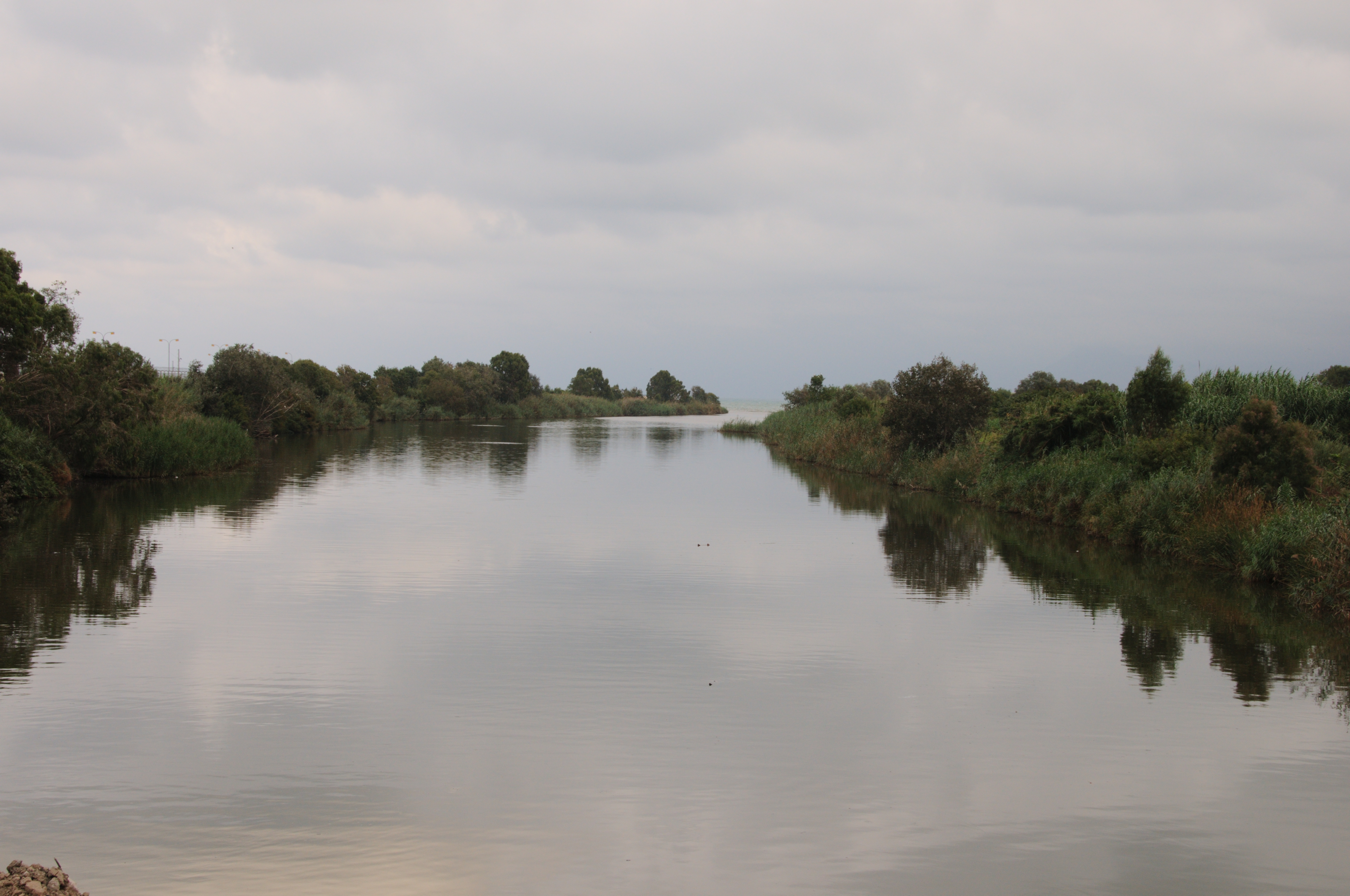
الصومام

الصومام هي جبال ضمن سلسلة الأطلس التلي في منطقة القبائل، الجزائر. وبها تم مؤتمر الصومام التاريخي لجبهة التحرير الوطنية عام 1956.و الصومام هو نهر كذلك يمر بولاية بجاية الذي يقطع أقبو و سيدي عيش وصولا إلى البحر في قلب الولاية، ومصدر مياهه من الأمطار والثلوج و تكون فيه المياه في معظم اوقات السنة.